# Jake One
Jake One (eigentlich Jake Dutton) ist ein US-amerikanischer Hip-Hop-Produzent und Rapper.

## Karriere
Dutton wuchs im Stadtteil Capitol Hill in Seattle auf. Auf einem Keyboard sammelte er erste Musikerfahrung.
Dutton war Teil eines Produktionsteams von G-Unit. Sein erstes Album als Jake One, White Van Music, wurde am 7. Oktober 2008 veröffentlicht. 
2010 veröffentlichte er zwei weitere Alben, The Stimulus Package, zusammen mit dem Rapper Freeway, und Patience, mit Truthlive.
2015 veröffentlichte er ein gemeinsames Album mit dem Soulmusiker Mayer Hawthorne unter dem Bandnamen Tuxedo.

## Diskografie

### Alben
- 2008: White Van Music
- 2010: The Stimulus Package (mit Freeway)
- 2016: Prayer Hands Emoji

### Als Tuxedo
- 2015: Tuxedo
- 2017: Tuxedo II